# Перитор
Анастасиополис, Перитор, Перитори, още Буруград, е късно антична и средновековна крепост в близост до днешното село Арбаджикьой, област Източна Македония и Тракия в Гърция. Споменавана е като пътна станция по Виа Егнация и важен пристанищен град на езерото Буругьол.

## История
Основана като Анастасиополис при управлението на император Анастасий I Дикор (527 – 565), след IX век крепостта е споменавана като Перитор.
През 1203 г. българският цар Калоян завладява Тракия и разрушава множество укрепени места там, едно от които е Перитор. Крепостта е възстановена 100 години по-късно от Андроник III Палеолог. 
След XIV век с възхода на Венецианската република обичайните търговски маршрути се пренасочват по море. Виа Егнация губи своето значение на основна търговска артерия в рамките на Източната римска империя и населените места по протежението ѝ западат.
На 7-и юли 1345 г. пред стените на града се води известната битка при Перитор, в която армията на българският феодал Момчил войвода е победена от обединените войски на император Йоан VI Кантакузин и емира на бейлика Айдън Умур бег. Градското население не взема страна в битката и я наблюдава зад крепостните стени.
След XV век Перитор е във владение на султан Мурад II и постепенно запада, като една от вероятните причини за това е унищожаването на градското пристанище от наносите на близката Скечанска река. Споменава се за последно през XVII век като селище с едва няколко жители.